# Cottage City
Cottage City és una població dels Estats Units a l'estat de Maryland. Segons el cens del 2000 tenia 1.136 habitants.

## Demografia
Segons el cens del 2000, Cottage City tenia 1.136 habitants, 465 habitatges, i 248 famílies. La densitat de població era de 1.754,4 habitants per km².
Dels 465 habitatges en un 24,9% hi vivien nens de menys de 18 anys, en un 32,7% hi vivien parelles casades, en un 17% dones solteres, i en un 46,5% no eren unitats familiars. En el 41,5% dels habitatges hi vivien persones soles el 14% de les quals corresponia a persones de 65 anys o més que vivien soles. El nombre mitjà de persones vivint en cada habitatge era de 2,44 i el nombre mitjà de persones que vivien en cada família era de 3,39.
Per edats la població es repartia de la següent manera: un 23,7% tenia menys de 18 anys, un 7,7% entre 18 i 24, un 28,4% entre 25 i 44, un 26,8% de 45 a 60 i un 13,3% 65 anys o més.
L'edat mediana era de 40 anys. Per cada 100 dones de 18 o més anys hi havia 84,5 homes.
La renda mediana per habitatge era de 38.594 $ i la renda mediana per família de 47.639 $. Els homes tenien una renda mediana de 33.438 $ mentre que les dones 34.519 $. La renda per capita de la població era de 17.166 $. Entorn de l'11% de les famílies i el 13,5% de la població estaven per davall del llindar de pobresa.

## Poblacions més properes
El següent diagrama mostra les poblacions més properes.